# Thannhausen (zámek)

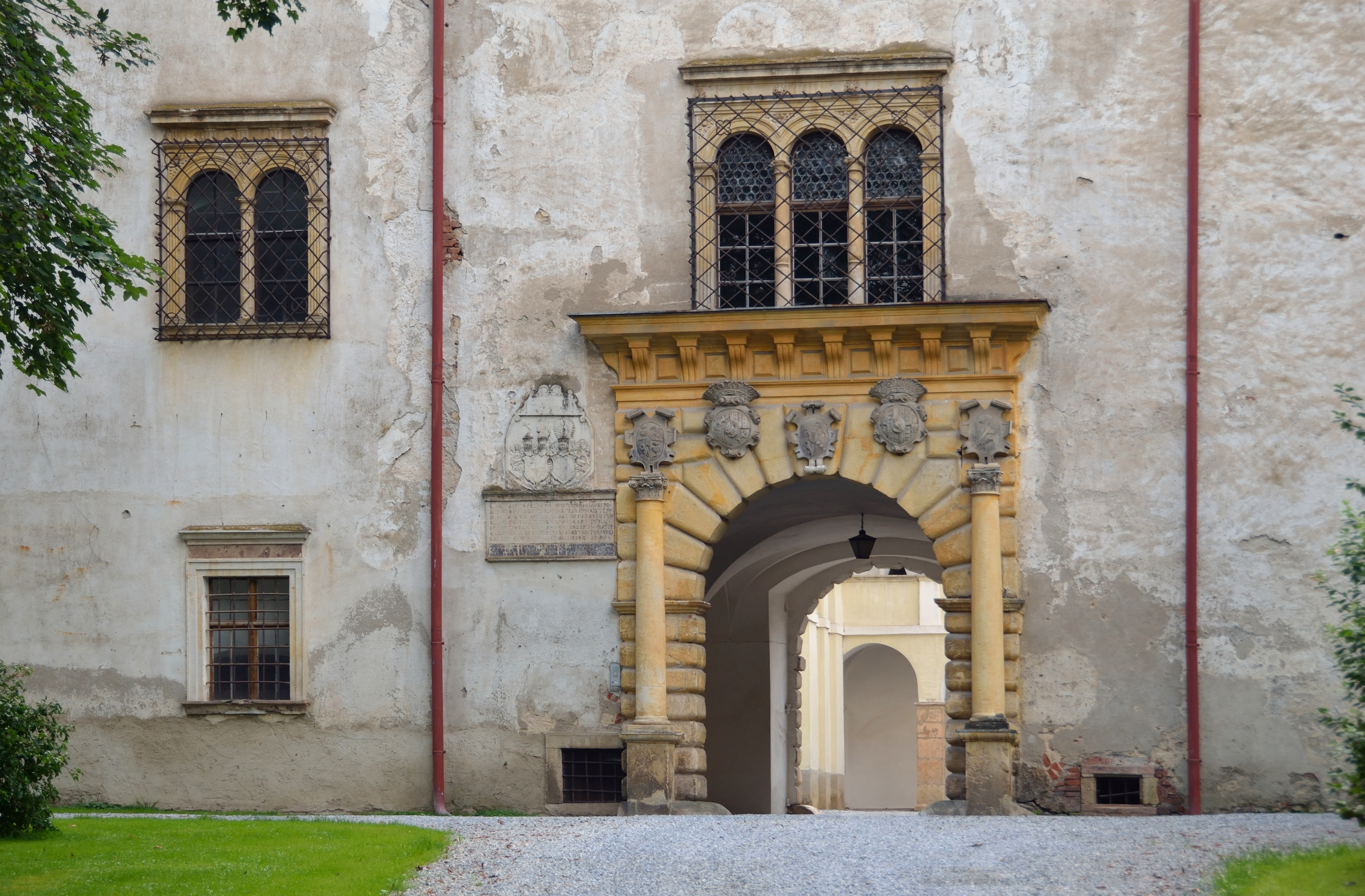
Vnitřní portál zámku

Thannhausen je zámek, který se nachází v obci Thannhausen v okrese Weiz, ve spolkové zemi Štýrsko v Rakousku.

## Popis
V úrodném údolí mezi potoky Oberfladnitzbach a Oberdorfbach se nachází nejstarší osídlení východně od Weizbergu. V tomto údolí najdeme renesanční zámek Thannhausen. Zámek byl od roku 1177 nejprve zmiňován jako hrad Trennstein. Jako zámek byl postaven na místě bývalé římské villy (villa rustica) Johannem von Teufenbach. Vedle portálu se nachází nápis s datem 1585. Současným majitelem zámku je rodina baronů z Gudenusu, která má zámek v držení již od roku 1806.